# Мыс Сосунова
Мыс Сосунова — мыс на северо-востоке Приморского края, на побережье Татарского пролива. У мыса расположен п. Светлая
Назван по фамилии военного топографа А. И. Сосунова из экспедиции Л. А. Большева, снимавшего материковое побережье Японского моря в 1874 г. между зал. Де-Кастри (Чихачёва) и Пластуном.
На мысе круглогодично действует одноимённый маяк. Мыс является выступом базальтового плато, плавно понижающегося к востоку. Рядом, на скалистой отмели, лежит остов корабля. У подножья мыса, в устье реки Светлая, расположены причалы портпункта Светлая.